# Stockport (Nueva York)
Stockport es un pueblo ubicado en el condado de Columbia en el estado estadounidense de Nueva York. En el año 2000 tenía una población de 2.933 habitantes y una densidad poblacional de 97.3 personas por km².

## Historia
Fue creado en 1873.

## Geografía
Stockport se encuentra ubicado en las coordenadas 42°18′37″N 73°44′59″O / 42.31028, -73.74972.

## Demografía
Según la Oficina del Censo en 2000 los ingresos medios por hogar en la localidad eran de $42,107, y los ingresos medios por familia eran $46,857. Los hombres tenían unos ingresos medios de $33,664 frente a los $25,959 para las mujeres. La renta per cápita para la localidad era de $18,137. Alrededor del 12.5% de la población estaban por debajo del umbral de pobreza.